# Акунья, Джейсон
Джейсон Шеннон Аку́нья (англ. Jason Shannon Acuña; род. 16 мая 1973, Пиза, Италия), более известный как Wee Man — американский каскадёр, телеведущий, профессиональный скейтбордист и актёр. Он является одной из звезд шоу «Чудаки» и ведущим скейтбордического шоу 54321 на канале Fox Sports Net. У Акуньи ахондроплазия, форма карликовости.

## Биография

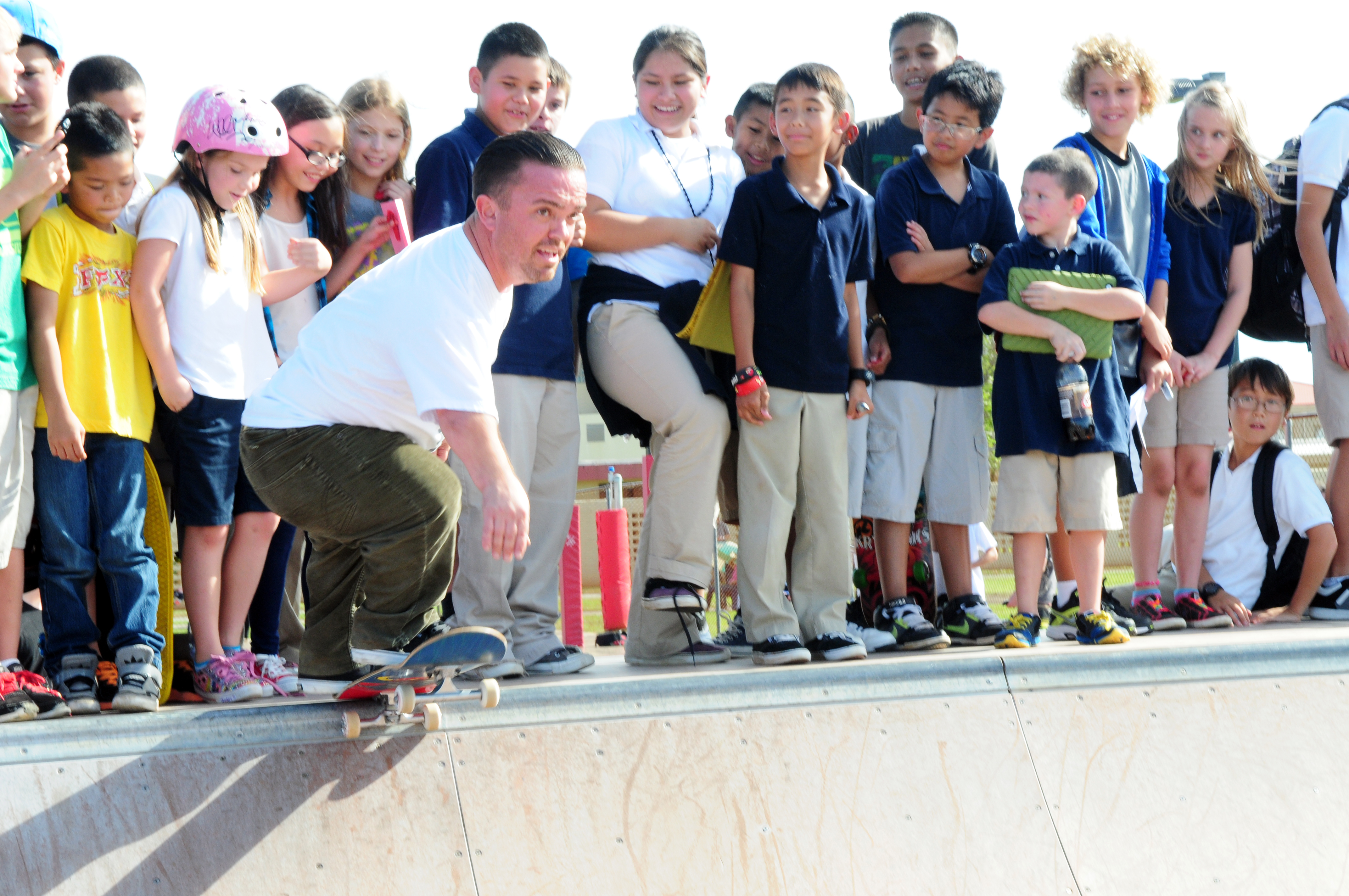
Акунья в 2013 году

Акунья родился в Пизе, Италия, вырос в Торрансе, Калифорния, где он посещал среднюю школу. Он имеет мексиканское и немецкое происхождение. Он был менеджером по подписке скейтбордического журнала Big Brother. Связь с этим журналом привела его к участию в телесериале «Чудаки» в 2000 году. Среди трюков Акуньи в «Чудаках» — катание на скейте в образе Умпа-лумпы, удары ногой в голову, переодевание в короля, катание Джонни Ноксвилла по лестнице на красной ковровой дорожке, а также глубокие сгибания коленей, держа на спине звезду баскетбола Шакила О’Нила.
В 2007 году Акунья снялся в реалити-сериале «Вооруженные и знаменитые», а в июле 2007 года появился на телевидении в качестве ведущего программы MTV Scarred Live. Акунья участвовал в первом сезоне шоу NBC «Цирк знаменитостей». На четвёртой неделе конкурса он стал первым участником, получившим отличную оценку (средний балл 10). Акунья закончил сезон на третьем месте.
Акунья является инвестором сети мексиканских ресторанов быстрого обслуживания Chronic Tacos. Его первая франчайзинговая точка открылась в 2010 году в Редондо-Бич, Калифорния. После нескольких лет попыток сделать это место успешным, Акунья закрыл его и в феврале 2018 года открыл по франшизе Chronic Tacos в Лонг-Бич, Калифорния.

## Фильмография
| Год  |     | Русское название    | Оригинальное название          | Роль                |
| ---- | --- | ------------------- | ------------------------------ | ------------------- |
| 2001 | кор | Такой же            | The Same                       | лилипут             |
| 2003 | ф   | Ноль один           | Zéro un                        | лилипут             |
| 2003 | ф   | Скейтбордисты       | Grind                          | Малыш Тимми         |
| 2003 | с   | Игрок               | Player$                        | Кроха               |
| 2004 | ф   | —                   | Bashing                        | Рокуэлл Стоун       |
| 2004 | ки  | —                   | Tony Hawk’s Underground 2      | в роли самого себя  |
| 2004 | кор | 51.50               | 51.50                          | н/д                 |
| 2005 | ф   | —                   | Pee Stains and Other Disasters | Франклин            |
| 2005 | в   | Смерть супермоделям | Death to the Supermodels       | Дитер               |
| 2006 | ф   | Придурки            | Jackass: Number Two            | в роли самого себя  |
| 2007 | с   | Кролик из Бронкса   | The Bronx Bunny Show           | Кроха               |
| 2012 | ф   | Человек-эльф        | Elf-Man                        | Человек-эльф        |
| 2013 | с   | —                   | The Marvelous M Show           | Кроха               |
| 2014 | ф   | —                   | Frezno Smooth: Director’s Cut  | Уолтер Снеббс       |
| 2014 | ф   | Плохое поведение    | Behaving Badly                 | Брайан Севидж       |
| 2016 | ки  | —                   | Let It Die                     | мистер Кроули       |
| 2018 | кор | —                   | Kidnapped                      | Бенджамин Джеймисон |